# Ю̆
La yu con breve (Ю̆) era una letra arcaica del ruso. No tenía valor de Unicode, pero se puede hacer con la yu cirílica con el acento breve combinable. Corresponde con la quinquagesima primera letra del alfabeto Janty. En ese alfabeto le precede la letra Ю y le sigue la letra Я.
- Datos: Q8324906